# Albrecht von Reichel
Albrecht von Reichel (* 23. April 1638; † 22. August 1697) war Stadtmajor, Stadtwachtmeister und Stadtkommandant in Breslau, Fürstentum Breslau. Zudem verfasste er ein Werk über das Breslauer Patriziat, das bis heute die Grundlage über die meisten Genealogien Breslauer Geschlechter ist.

## Leben
Albrecht entstammte dem Breslauer Stadtgeschlecht Reichel. Seine Eltern waren Heinrich von Reichel (1594–1646) und Anna Magdalena, geborene von Sebisch. Er hatte fünf Brüder, die kinderreiche Zweige ihrer Familie gründeten bzw. in Breslau, Frankreich und auch im Haus Schleswig-Holstein-Sonderburg Bedeutung erlangten. Sein Vater Heinrich war über Jahrzehnte Breslauer Schöffe und Konsul, sowie Kriegskommissar, Schulpräses und Landesältester des Fürstentums Breslau.
Etwa zwei Jahrzehnte nach dem Dreißigjährigen Krieg wurde Albrecht Reichel Stadtmajor und Stadtwachtmeister, später auch Stadtkommandant.
Um 1677, also bereits als Inhaber der genannten Ämter, begann er mit den „Aufzeichnungen über die Breslauer Rats- und Stadtfamilien des Mittelalters und der beginnenden Neuzeit“ mit Stammbäumen von fast 500 Breslauer Familien, die Oskar Pusch bereits in seinem Aufsatz des Jahres 1958 als „die wesentliche Grundlage für die Erforschung der Breslauer Rats- und Stadtgeschlechter“ hervorhob.  Später (1988) gelobte Pusch „auf der Grundlage seiner Aufzeichnungen ihm und Breslau durch das hier entstandene vierbändige Werk ein Denkmal zu setzen.“ Pusch selbst hätte „kaum ein[en] Abriß“ für sein umfassendes und beträchtliches fünfbändiges Werk über das Patriziat anfertigen können, ohne Reichels Handschrift. Auch Winfried Irgang bemerkte in einer Rezension über Puschs Die Breslauer Rats- und Stadtgeschlechter in der Zeit von 1241 bis 1741, dass Pusch Reichels Manuskript für dieses Werk voll ausschöpfte.
Kurz nach Beginn seiner Aufzeichnungen heiratete Reichel am 4. Oktober 1678 Susanna Rosina Burckhardt von Löwenburg. Am 1. April des Jahres 1680 wurde ihre Tochter Susanne Eleonora geboren, die sich 1698 mit Samuel Balthasar von Goldbach verheiratete.
Am 2. Mai 1696 heiratete Reichel in zweiter Ehe Maria Barbara von Rosenberg.